# 나이절 딕슨
나이젤 딕슨(Nigel Mequan Dixon, 1980년 9월 6일~)은 미국의 농구 선수이다. 부산 KTF 매직윙스에서 뛰었다. 2005년 마크 샐리어스의 대체 외국인 선수로 합류했지만, 2006년 2월 27일 대구 오리온스와의 부산경기에서 중상을 입으며 퇴출되었다. 무려 206cm의 키에 160kg의 몸무게나 되는 거구를 가졌으며, 중화인민공화국의 윈난 불스, 저장 광사 라이온스를 거쳐. 2009년부터 대한민국의 프로농구팀인 부산 KT 소닉붐에서 뛰었다가 2010-2011부터 서울 삼성 썬더스에서 뛰고 있다.

## 에피소드
- 대학교 시절 덩크를 하다가 너무 힘을 준 나머지 백보드를 부순 적이 있다고 하여, 상대팀을 겁먹게 했다.
- 한국에 입국한 첫날, KTF구단 직원에게 폰을 빌렸지만, 최신 미니 슬라이드폰이라서 큰 얼굴에 안 맞는 폰을 입에 가져다 대고 말한 뒤, 귀에 가져다 댔다고 한다. 서울에서 하룻밤 묵을 때, 방값 10만원과, 밤새 시켜먹은 음식값을 포함해서 무려 23만원이 나왔다고 한다. 또, 사진 찍으려고 할 때, 지하철역 미니 사진관에서 여권 사진을 찍으려 하지만, 너무 커서 사진관이 부서질 듯 했다 하고, 얼굴을 구겨넣듯 찍었다고 한다.[1]
- 2009~2010 시즌 KBL 드래프트에 재참되어 안양 KT&G 카이츠에 입단하면서 좋은 활약을 보이다가, 12월 11일 부산 KT 소닉붐으로 트레이드되었다.
- 2010~2011 시즌 10월 19일 서울 삼성 썬더스에 노엘 펠릭스의 대체 선수로 영입되었다.[2]